# 第一空降场

第一空降场的内部阶层

第一空降场（英文：Airstrip One），又譯一号空降场，是乔治·奥威尔的反乌托邦小说《一九八四》中替不列颠岛取的名字。在该小说中，不列颠是控制美洲、非洲南部和澳大利亚的超级大国——大洋国中的一个省区。
这个名字在小说中有强烈的军事色彩，但是小说中未提及该名称的由来。据猜测可能是因为该岛的位置接近大洋国与欧亚国的边境，不列颠島被大洋国看作防御欧亚国的天然屏障，类似于该岛在二战中的防御作用。